# Dicranomyia crassipes
Dicranomyia crassipes är en tvåvingeart som beskrevs av Edwards 1923. Dicranomyia crassipes ingår i släktet Dicranomyia och familjen småharkrankar. Inga underarter finns listade i Catalogue of Life.